# Mason Aguirre
Mason Aguirre (ur. 10 listopada 1987) – amerykański snowboardzista. Zajął 4. miejsce w halfpipe’ie na igrzyskach w Turynie. Nie startował na mistrzostwach świata. Najlepsze wyniki w Pucharze Świata osiągnął w sezonie 2004/2005, kiedy to zajął 29. miejsce w klasyfikacji halfpipe’a.

## Sukcesy

### Igrzyska olimpijskie
| Miejsce | Dzień     | Rok  | Miejscowość | Konkurencja | Zwycięzca   |
| ------- | --------- | ---- | ----------- | ----------- | ----------- |
| 4.      | 12 lutego | 2006 | Turyn       | Halfpipe    | Shaun White |

### Puchar Świata

#### Miejsca w klasyfikacji generalnej
- 2003/2004 - -
- 2004/2005 - -
- 2009/2010 - 190.

#### Miejsca na podium
1. Lake Placid – 5 marca 2005 (Halfpipe) - 2. miejsce